# Otolejeunea
Otolejeunea là một chi rêu trong họ Lejeuneaceae.